# 昂热-伊利沙白-路易-安托万·博尼埃

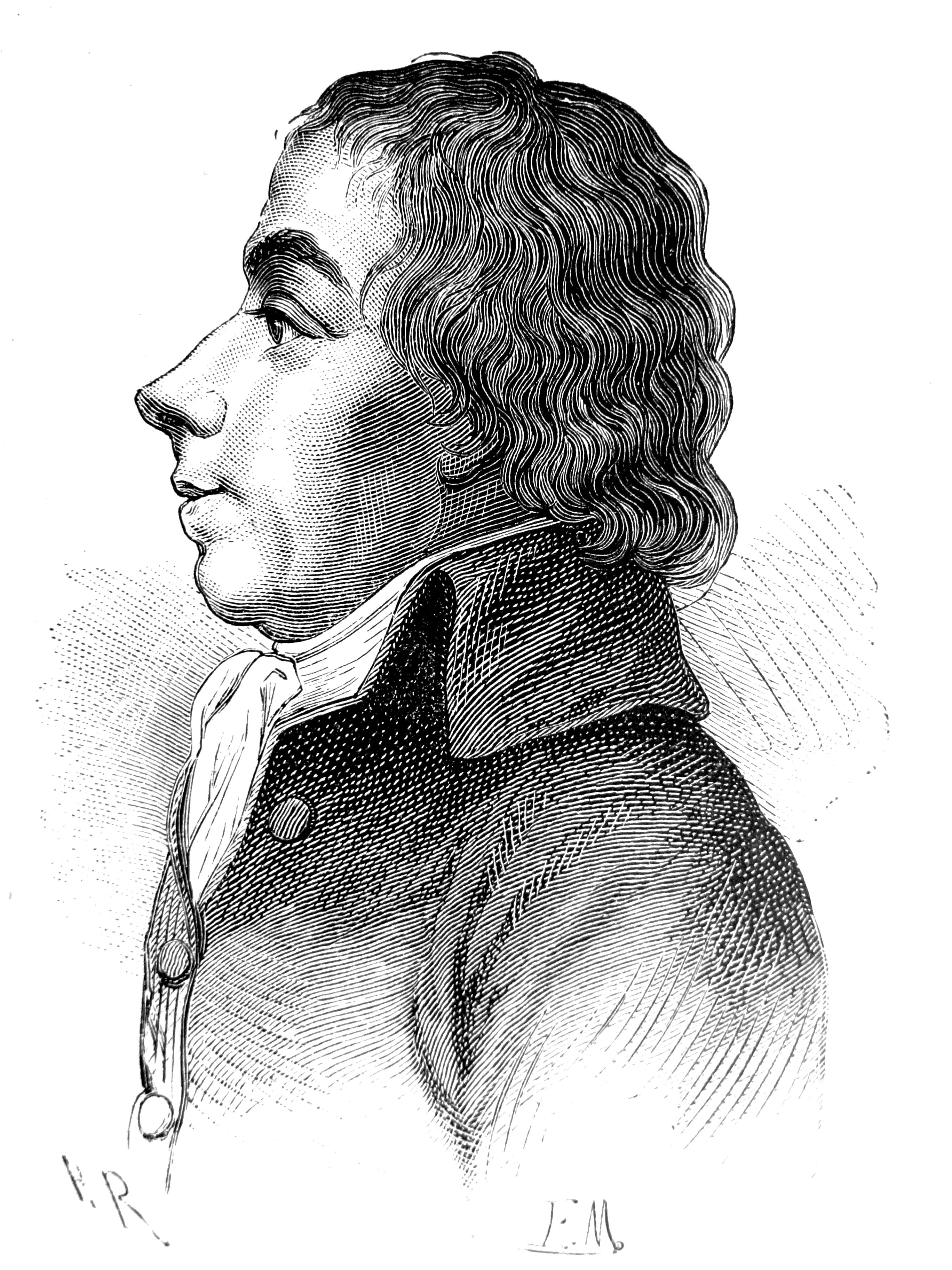
博尼埃

昂热-伊利沙白-路易-安托万·博尼埃（Ange-Élisabeth-Louis-Antoine Bonnier，1750年—1799年4月28日），出生于蒙彼利埃，是法国大革命时期的一名法国外交家、议员。
身为国民立法议会以及国民公会的埃罗省议员，博尼埃投票时通常随大流。博尼埃也投票同意处死路易十六。他是让-弗朗索瓦·勒贝尔的朋友，因此信任他的瑞贝勒给了他许多外交任务，包括在1797年10月前往里尔和马姆斯伯里勋爵协商，在1799年前往拉施塔特与德意志协商。但他与德意志的那次协商进程缓慢，且随着第二次反法同盟的开始，博尼埃在内的法国全权代表们接到二十四小时内回国的命令，他们马上服从，取得通行证后立即启程。然而在4月28日代表团离开之时，匈牙利轻骑兵攻击了他们，大概是为了抢夺他们的文件。博尼埃和同行的公使克劳德·罗贝尔若当场死亡，另一名公使让·德伯里虽然受伤，但顺利回国。